# = (album)
= (uttalat "Equals") är det fjärde (femte om No.6 Collaborations Project räknas) studioalbumet av den brittiska sångaren Ed Sheeran. Albumet släpptes den 29 november 2021 och innehåller i sin standardutgåva, precis som Sheerans tidigare album, inga samarbeten. Albumet innehåller singlarna "Bad Habits", "Shivers" och "Visiting Hours", samt "Overpass Graffitti", "The Joker and The Queen" och "2step" som släpptes som singlar efter själva albumsläppet.

## Bakgrund
Den 25 juni 2021 släpptes den första singeln från "=", "Bad Habits". Låten hamnade som högst på plats 2 på Billboard Hot 100.
Den 19 augusti meddelade Sheeran via sociala medier att hans nästa album skulle heta "=" och skulle släppas den 29 oktober samma år. Samma dag släpptes låten "Visiting Hours" som handlar om hans vän Michael Gudinski som gick bort tidigare under året.
Innan albumets release släppte Sheeran ytterligare en singel, "Shivers", den 10 september.
Sheeran uttryckte efter albumets släpp att han ville släppa en expanderad version av albumet i samband med dess turné, och just denna version släpptes den 27 maj 2022, betitlad "Tour Edition". Denna utgåva innehöll 9 extra låtar, varav 2 osläppta låtar från hans medverkan i filmen Yesterday, 2 nya låtar och 4, i vissa länder 5, remixer.

## Låtlista
| 1.           | Tides                   | 3:15  |
| 2.           | Shivers                 | 3:27  |
| 3.           | First Times             | 3:05  |
| 4.           | Bad Habits              | 3:50  |
| 5.           | Overpass Graffiti       | 3:56  |
| 6.           | The Joker and The Queen | 3:05  |
| 7.           | Leave Your Life         | 3:43  |
| 8.           | Collide                 | 3:30  |
| 9.           | 2step                   | 2:33  |
| 10.          | Stop The Rain           | 3:23  |
| 11.          | Love in Slow Motion     | 3:10  |
| 12.          | Visiting Hours          | 3:35  |
| 13.          | Sandman                 | 4:19  |
| 14.          | Be Right Now            | 3:31  |
| Total längd: | Total längd:            | 48:23 |

| 1.           | Merry Christmas (med Elton John) | 3:28  |
| Total längd: | Total längd:                     | 51:59 |

| 15.          | Afterglow                                    | 3:05  |
| 16.          | One Life                                     | 3:51  |
| 17.          | Penguins                                     | 4:08  |
| 18.          | I Will Remember You                          | 3:34  |
| 19.          | Welcome To The World                         | 2:56  |
| 20.          | The Joker and The Queen (feat. Taylor Swift) | 3:05  |
| 21.          | 2step (feat. Lil Baby)                       | 2:43  |
| 22.          | Bad Habits (feat. Bring Me The Horizon)      | 4:10  |
| 23.          | Peru (Fireboy DML feat. Ed Sheeran)          | 3:07  |
| 24.          | 2step (feat. 1.Cuz)                          | 2:33  |
| Total längd: | Total längd:                                 | 85:13 |